# Susan Hampshire
Susan Hampshire, Lady Kulukundis, född 12 maj 1937 i London, är en brittisk skådespelare.

## Biografi
Hampshire har stått på brittisk scen sedan barndomen, och fick sitt stora genombrott i Londons West End 1958 för sin karaktärsstudie i pjäsen Expresso Bongo. 
Hon filmdebuterade som barnskådespelare 1947 och gjorde sin första vuxenroll på film 1959. Till att börja med spelade hon söta, oskuldsfulla flickroller men utvecklades till en mogen aktris i den franska filmen Paris au Mois d'Août (1966), där hon medverkade i en nakenscen. Året därpå gifte hon sig med filmens regissör, Pierre Granier-Deferre (1927–2007). 
För svensk TV-publik är Susan Hampshire förmodligen mest känd för sin roll som Fleur i Forsytesagan (1967), en roll för vilken hon belönades med en Emmy Award när den visades på amerikansk TV år 1971. Hon belönades med ännu en Emmy för sin roll som Sarah Churchill i The First Churchills. Sin tredje Emmy mottog hon för sin roll som Becky Sharp i Vanity Fair.
Hampshire är dyslektiker och har därför tvingats lära sig alla sina repliker vid första repetitionen. Hennes ordblindhet blev till en bok, Susan's Story, som har hjälpt tusentals barn att komma över sitt handikapp, och för denna bok blev hon utnämnd till hedersdoktor vid St. Andrew University i Skottland. För sina samlade verk inom film och litteratur erhöll hon 1995 Brittiska imperieorden. 
När hon gifte sig med Granier-Deferre var hennes dröm att få fem barn – hon födde en son, Christopher, samt dottern Lorraine som föddes för tidigt och avled efter ett dygn. Dessutom fick hon fyra missfall. Den förtvivlan som Hampshire kände över att inte kunna få fler barn ledde till ännu en bok, The Maternal Instinct, som blev en bestseller.
Äktenskapet med Granier-Deferre slutade i skilsmässa 1974. Sedan 1981 är hon gift med den grekiskfödde impressarion Eddie Kulukundis (född 1932). Hampshire har dragit sig tillbaka från scenen för att ta hand om sin man som lider av demens.
Hon är beskyddare för organisationen Population Matters.

## Filmografi (i urval)
- The Woman in the Hall (1947)
- Upstairs and Downstairs (1959)
- Wonderful Life (1964)
- Paris i augusti (1966)
- Forsytesagan (1967; TV-serie)
- Fåfängans marknad (1967: TV-serie)
- Monte Carlo-rallyt eller Dessa fantastiska män i sina skumpande skraltiga automobiler (1969)
- David Copperfield (1969; TV)
- The First Churchills (1969; TV-serie)
- Dick Turpin (1982; TV-serie)
- Leaving (1984; TV-serie)
- Karl för sin kilt (2000-2005; TV-serie)
- Sparkling Cyanide (2003; TV)

## Utmärkelser
- Primetime Emmy Award för bästa kvinnliga huvudroll i en dramaserie, för Forsytesagan,  1970
- Primetime Emmy Award för bästa kvinnliga huvudroll i en dramaserie, för The First Churchills,  1971
- Emmy Award för kvinnlig huvudroll i en miniserie eller film, för Vanity Fair,  1973
- Officer av Brittiska imperieorden,  1995
- Kommendör av 2 klass av Brittiska imperieorden,  2018

[Redigera Wikidata]